# Regne Romà
El Regne de Roma o Regne Romà o Monarquia Romana (del llatí: Regnum Romanum) va ser el govern monàrquic de la ciutat de Roma i els seus territoris des de la seva fundació. D'acord amb la llegenda romana, la ciutat es va fundar el 753 aC per Ròmul i Rem. El regne va acabar amb l'expulsió de Tarquí el Superb el 510 aC i l'establiment de la República de Roma.
D'acord amb la llegenda romana, quan els grecs van declarar la guerra a la ciutat de Troia, l'heroi troià Enees va navegar cap a Itàlia i va fundar Lavini. El seu fill Iulus va fundar la ciutat d'Alba Longa. De la família reial d'Alba Longa van sorgir els bessons Ròmul i Rem, que fundarien la ciutat de Roma el 753 aC.

## Naixement de la ciutat de Roma
Allò que esdevindria l'Imperi Romà va començar com un petit assentament prop del riu Tíber, a la Itàlia central, un riu navegable fins a aquest lloc i, per tant, un important encreuament pel tràfic i el comerç de la regió. Les muntanyes que l'envoltaven eren una defensa natural de les planes fèrtils de la vall. Aquestes característiques físiques van contribuir a l'èxit i desenvolupament de la ciutat.
D'acord amb el relat tradicional de la història romana, Roma va ser inicialment governada per una successió de set reis. La cronologia tradicional atribueix 243 anys als reis, és a dir, 35 anys per rei (una mitjana molt superior que no pas qualsevol altra dinastia històrica de la qual hi hagi documents, per la qual cosa ha estat qüestionada pels historiadors moderns). Els gals van destruir tots els registres històrics romans en el saqueig de la ciutat en la batalla d'Àl·lia el 390 aC, i per tant, no van sobreviure els registres contemporanis al regne. L'evidència arqueològica, però, ha mostrat que l'assentament romà va ser fundat a mitjan segle viii aC.

## Regne Romà

### Els reis
Abans dels emperadors i dels cònsols, Roma era governada per un rei, representant de la institució monàrquica, al qual corresponia tot el poder (imperium) i dictava les ordres (dictator). Era elegit entre el poble com a cap d'una gran família política (magister populi). Auxiliaven al rei els lictores, agutzils que el precedien en les seves actuacions amb la destral i les vares. En la seva absència els poders administratius corresponien a un delegat (praefectus urbis). Si el rei no designava cap successor els ciutadans designaven en l'interregne, per un període de cinc dies, a un inter rex, i després s'elegia un nou rei, o bé es designava un nou inter rex per altres cinc dies amb facultat de designar nou cap.
És difícil determinar els poders que tenia el rei en comparació amb els poders del cònsols de la República Romana posterior. Alguns escriptors moderns creuen que el poder suprem de Roma residia en les mans del poble i que el rei era només el cap executiu del Senat i el poble, mentre que altres creuen que el rei tenia poders sobirans i que el Senat i el poble eren només restriccions menors al seu poder.
El que se sap amb certesa és que només el rei tenia el dret a l'auspici en representació de Roma com l'augur en cap i no es podia realitzar cap activitat comercial sense la voluntat dels déus, la qual era coneguda per mitjà dels auspicis. El poble percebia al rei com a mediador entre ells i els déus, la qual cosa el convertia en el cap de la religió nacional i el cap executiu. Amb el poder sobre el calendari romà, el rei encapçalava totes les cerimònies religioses i designava als oficials menors. Es creu que Ròmul va instituir l'àugur.
A més de la seva autoritat religiosa el rei tenia tot el poder militar i judicial per mitjà de l'ús de l'imperium. L'imperium del rei era vitalici i el protegia de ser jutjat per les seves accions. Com a única persona de Roma amb 'imperium, el rei tenia autoritat militar il·limitada com a comandant en cap de les legions romanes. No existia cap llei per a protegir els ciutadans de l'abús de l'imperium durant la monarquia romana.
Segons Titus Livi al Llibre I d'Ab Urbe Condita a Roma se succeïren set reis:
- Ròmul
- Numa Pompili
- Tul·li Hostili
- Anc Marci
- Tarquini Prisc
- Servi Tul·li
- Tarquini el Superb

### El Senat

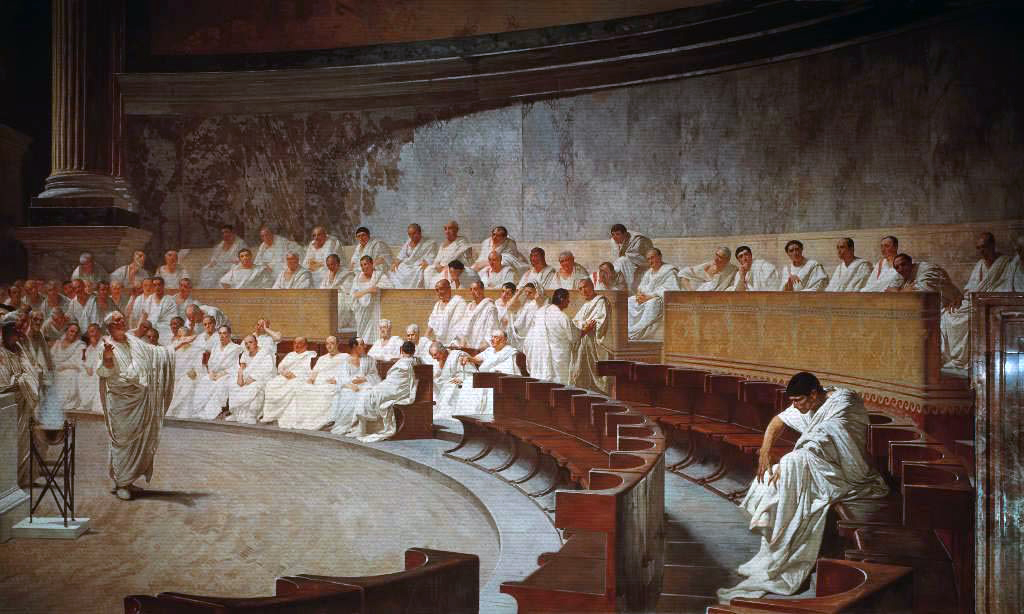
Representació d'una reunió del Senat romà en un fresc del, pintat per Cesare Maccari.

Davant del rei s'erigia la institució del Consell d'Ancians (Senatus) com a contrapès a la institució reial, encara que el seu poder era limitat. El Senat i les Assemblees romanes no eren cossos independents ni posseïen el dret a reunir-se per discutir els afers de l'estat. Només podien reunir-se per mandat del rei i només podien discutir aquelles qüestions que el rei els presentava. El Senat podia aconsellar al rei, però, no podia impedir les seves accions. L'única cosa que el rei no podia realitzar sense l'aprovació del Senat era declarar la guerra a una nació estrangera.
Els primers senadors eren els representants designats per cada gens. Tenien caràcter vitalici. Com el nombre de gens era invariable (les successives famílies sorgeixen sempre d'un tronc comú i, per tant, s'integrava en alguna de les gens existents) també era invariable el nombre de senadors. No obstant això, hi havia una excepció: quan un senador moria el rei estava facultat per nomenar un substitut temporal (fins a la designació del substitut designat per la gens). El costum del nomenament reial, acabà concedint a la institució règia l'elecció dels Senadors.
El Senat era un òrgan merament consultiu, però com a emanació del poble; el rei considerava les seves propostes, i el convocava sovint. Les seves reunions se celebren en el Comitium (Fòrum) en una sala anomenada Bule.

### Servei militar

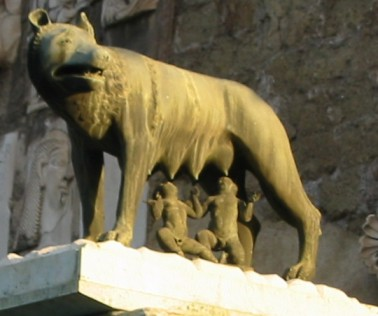
Ròmul i Rem sota la Lloba Capitolina.

El rei Servi Tul·li va establir que el servei a l'exèrcit i el pagament del tributum (quan per raons d'urgència s'imposés) no afectaria només als ciutadans personalment, sinó que es tindrien en compte les seves propietats: tots els ciutadans que cultivaven un domini (adsidui) o n'eren els amos (locupletes), fossin o no ciutadans romans, eren obligats a la prestació del servei militar. Els designats per complir les tasques militars s'elegien entre una nova divisió per propietats. Així els soldats (entre 16 i 60 anys) eren distribuïts en cinc classes:
- 1a classe: els que per les seves possessions aportaven una armadura (classici). Corresponien a aquesta classe els que posseïen un heredium en ple domini (la meitat de les terres romanes corresponien als heredium posseïts en ple domini, mentre l'altra meitat s'havia anat fraccionant per successives particions hereditàries o per vendes; un heredium era una finca rústica d'una extensió mínima de vint iugades, és a dir cinc hectàrees i quaranta centiàreas, és a dir que la mesura romana de la iugada era equivalent a 2.700 m²). Anaven armats amb llança (hasta), elm (galea), cuirassa (lorica), escut (clipeus) i polaines (ocreae). Aquesta primera classe havia de comprar i mantenir un cavall pel que van ser anomenats Equite és a dir cavallers.
- 2a classe: els que posseïen tres quarts d'heredium (és a dir almenys 40.500 m²).
- 3a classe: els que posseïen la meitat d'heredium (almenys 27.000 m²).
- 4a classe: els que posseïen un quart d'heredium (almenys 13.500 m²).
- 5a classe: els que posseïen un vuitè de heredium (almenys 6.750 m²).

L'armament de les classes successives era cada vegada més lleuger. Després de les cinc classes estaven els que no posseïen res (capite censi) que col·laboraven en la milícia com a fusters, ferrers, músics, etc. Per cada 80 soldats de 1a classe, havien de sortir 20 de classe 2a, 20 de classe 3a, 20 de classe 4ª i 28 de classe 5a. Els soldats eren mobilitzats per a la campanya, i un cop acabada eren llicenciats. En canvi els cavallers romanien a l'exèrcit de manera continuada, i els seus integrants sortien de les famílies de ciutadans amb major riquesa. Les diverses classes formaven la població susceptible d'actuar militarment i es reunien en una assemblea, anomenada Comitia Centuriata.
Els soldats van ser dividits en dues categories: els joves (juniores) entre 16 i 25 anys; i els veterans (seniores), de més de 25 anys. S'estructuraven en Legions, formant una legió 3.000 soldats (classes) i 1.200 auxiliars (vèlits). Les legions operaven en formacions constituïdes per files de soldats: les quatre primeres files estaven integrades per soldats amb armadura completa (hoplites). Una legió es dividia en centúries (fins a un total de 42). Gairebé la meitat dels homes d'una Legió disposaven d'armadura completa (el nombre d'hoplites era de 2.000 per cada legió). Altres mil homes eren soldats de 2a i 3a classe. La resta, els auxiliars (vèlits) eren soldats de 4a classe (en nombre de 500) i de 5a classe (en nombre de 700).
En una legió hi havia 1.050 homes de cadascuna de les quatre "tribus" que es dividia la ciutat; i en les centúries, cada tribu aportava 25 homes.
En aquesta època, Roma disposava normalment de quatre legions (dues d'elles en campanya i dos de guarnició). Cada legió comptava amb tres-cents cavallers. Tot el que els soldats guanyessin en la lluita, fossin mobles o immobles, passava a l'Estat romà.
Aquest sistema de reclutament pel que fa als béns posseïts, va fer necessari establir un cens de propietats i transmissions, que es revisava cada quatre anys. Un efecte immediat va ser el de dividir a la societat romana: a la divisió ja existent entre patricis i plebeus, s'afegia ara la divisió entre propietaris (els que tenen terra, siguin ciutadans o no) i proletaris (és a dir els que crien fills, majoritàriament plebeus, però també amb alguns ciutadans arruïnats o desposseïts per successives particions). El cens es feia cada cinc anys. A l'any següent es feien sacrificis (lustrum) i els encarregats del cens o censors resignaven del seu càrrec.

## Fi del regne i instauració de la república
L'últim dels set reis va ser Tarquí el Superb. Tarquí, més que els reis que el van antecedir va usar la violència, els assassinats i el terrorisme per controlar Roma. Va rebutjar moltes de les reformes constitucionals que havien acceptat els seus predecessors. Tarquí va destruir tots els altars sabins, cosa que provocaria la fúria del poble romà. Després de la violació de Lucretia, una romana patricia, pel seu propi fill, la fúria romana seria ja incontrolable. Luci Juni Brutus va reunir el Senat i Tarquí va ser deposat i expulsat de Roma el 510 aC.
Després de l'expulsió de Tarquí, el Senat va votar que cap altre rei mai governaria i Roma es transformaria en una república el 509 aC. Luci Juni Brutus i Luci Tarquini Col·latí es convertirien en els primers cònsols del nou govern roma, que derrotaren Tarquí en la batalla d'Arsia Silva. La República Romana conqueriria tot el món mediterrani i sobreviuria 500 anys fins al govern de Juli Cèsar i Cèsar August.

## Tribus romanes

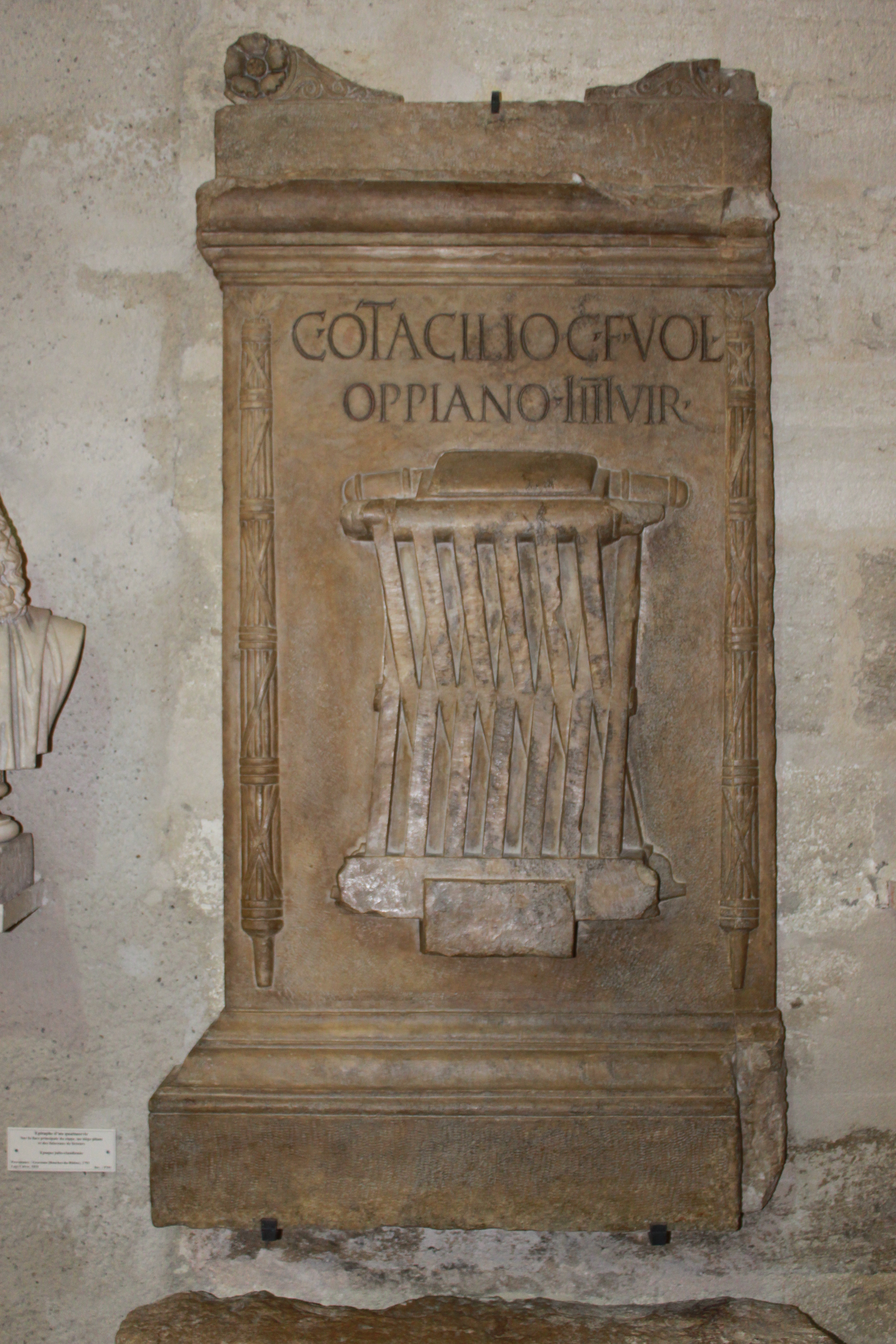
Inscripció trobada a la Narbonensis, deixant constància de la inclusió de Gaius Otacilius dins la tribu Voltinia (VOL), on s'acostumava a allistar els ciutadans gals.

Les tribus romanes fou la divisió primària dels antics romans emprada sobretot per a realitzar el processos electorals.
Generalment aquests grups socials escollien democràticament els magistrats i oficials que els representaven, de manera que cada tribu tenia un vot a l'Assemblea Tribal Romana. Això no obstant, algunes tribus tenien més poder que altres, en el sentit que posseïen més autonomia o estaven més ben considerades. Per exemple, la tribu Palatina, que era una de les més influents de Roma.

### Les tribus originals
La paraula tribu deriva del terme llatí trēs, que significa 'tres', perquè en els inicis de la seva fundació, al segle vi aC, Roma només estava formada per tres grups: els ramnes, els tities i els luceres. Les poques dades sobre aquestes tribus ens aporten la següent informació:
- Els Ramnes. Es creu que el seu nom podria derivar de Ròmul.[6] Virgili parla d'un Ramnes, àugur de l'exèrcit rútul, que estava a les ordres de Turn, i que hauria donat nom als ramnes.[7] Podrien ser d'origen etrusc que s'haurien instal·lat des d'antic a la part baixa dels turons.[8]
- Els Tities. El seu nom podria provenir de Titus Tatius i serien, per tant sabins que haurien format part de la fundació de Roma per l'estreta relació d'amistat entre Ròmul i Titus Tatius.[8] Però segons altres autors serien d'origen etrusc, establerts a la zona des de feia molt.[6]
- Els Luceres. El seu nom podria derivar d'una paraula etrusca "lucumó" o "lygmon" («rei, del regne»).[9][10] Segons Titus Livi eren d'origen desconegut. Segons altres estudiosos serien habitants procedents de la zona boscosa de la rodalia de Roma que foren aplegats per Ròmul en la creació de la ciutat (del terme llatí lucus, obviant la segona part de l'expressió silva locum, és a dir, "del bosc")[6] i el seu origen ètnic seria autòcton. Segons altres podrien haver estat conduïts a Roma en el temps de la seva fundació per un tal Luceres, rei d'Ardea, una ciutat llatina. Segons aquesta interpretació Roma hauria sorgit de la integració de tres grups: llatins, sabins i etruscs, ja instal·lats a la zona en el moment de la creació de la ciutat o bé arribats just en aquell moment.[11]

L'historiador Titus Livi assenyalava en la seva obra Ab Urbe Condita que pel 495 aC, el nombre de tribus ja havia arribat a 21.

## Genealogia mítica dels reis de Roma
|        |        |        |        |        |        | Anquises      | Anquises      | Anquises      | Anquises      | Anquises      | Anquises      |          |          |          |          |              |            | Venus      | Venus      | Venus       | Venus       | Venus       | Venus       |             |             |           |           | Latinus   | Latinus   | Latinus | Latinus | Latinus | Latinus |  |  |  |  |  |  |  |  |  |  |
|        |        |        |        |        |        | Anquises      | Anquises      | Anquises      | Anquises      | Anquises      | Anquises      |          |          |          |          |              |            | Venus      | Venus      | Venus       | Venus       | Venus       | Venus       |             |             |           |           | Latinus   | Latinus   | Latinus | Latinus | Latinus | Latinus |  |  |  |  |  |  |  |  |  |  |
|        |        |        |        |        |        |               |               |               |               |               |               |          |          |          |          |              |            |            |            |             |             |             |             |             |             |           |           |           |           |         |         |         |         |  |  |  |  |  |  |  |  |  |  |
| Creüsa | Creüsa | Creüsa | Creüsa | Creüsa | Creüsa |               |               |               |               |               |               | Enees    | Enees    | Enees    | Enees    | Enees        | Enees      |            |            |             |             |             |             |             |             |           |           | Lavínia   | Lavínia   | Lavínia | Lavínia | Lavínia | Lavínia |  |  |  |  |  |  |  |  |  |  |
| Creüsa | Creüsa | Creüsa | Creüsa | Creüsa | Creüsa |               |               |               |               |               |               | Enees    | Enees    | Enees    | Enees    | Enees        | Enees      |            |            |             |             |             |             |             |             |           |           | Lavínia   | Lavínia   | Lavínia | Lavínia | Lavínia | Lavínia |  |  |  |  |  |  |  |  |  |  |
|        |        |        |        |        |        |               |               |               |               |               |               |          |          |          |          |              |            |            |            |             |             |             |             |             |             |           |           |           |           |         |         |         |         |  |  |  |  |  |  |  |  |  |  |
|        |        |        |        |        |        | Ascani o Iulo | Ascani o Iulo | Ascani o Iulo | Ascani o Iulo | Ascani o Iulo | Ascani o Iulo |          |          |          |          |              |            |            |            | Silvius     | Silvius     | Silvius     | Silvius     | Silvius     | Silvius     |           |           |           |           |         |         |         |         |  |  |  |  |  |  |  |  |  |  |
|        |        |        |        |        |        | Ascani o Iulo | Ascani o Iulo | Ascani o Iulo | Ascani o Iulo | Ascani o Iulo | Ascani o Iulo |          |          |          |          |              |            |            |            | Silvius     | Silvius     | Silvius     | Silvius     | Silvius     | Silvius     |           |           |           |           |         |         |         |         |  |  |  |  |  |  |  |  |  |  |
|        |        |        |        |        |        | Silvius       | Silvius       | Silvius       | Silvius       | Silvius       | Silvius       |          |          |          |          |              |            |            |            | Enees Silvi | Enees Silvi | Enees Silvi | Enees Silvi | Enees Silvi | Enees Silvi |           |           |           |           |         |         |         |         |  |  |  |  |  |  |  |  |  |  |
|        |        |        |        |        |        | Silvius       | Silvius       | Silvius       | Silvius       | Silvius       | Silvius       |          |          |          |          |              |            |            |            | Enees Silvi | Enees Silvi | Enees Silvi | Enees Silvi | Enees Silvi | Enees Silvi |           |           |           |           |         |         |         |         |  |  |  |  |  |  |  |  |  |  |
|        |        |        |        |        |        | Brutus        | Brutus        | Brutus        | Brutus        | Brutus        | Brutus        |          |          |          |          |              |            |            |            | Llatí       | Llatí       | Llatí       | Llatí       | Llatí       | Llatí       |           |           |           |           |         |         |         |         |  |  |  |  |  |  |  |  |  |  |
|        |        |        |        |        |        | Brutus        | Brutus        | Brutus        | Brutus        | Brutus        | Brutus        |          |          |          |          |              |            |            |            | Llatí       | Llatí       | Llatí       | Llatí       | Llatí       | Llatí       |           |           |           |           |         |         |         |         |  |  |  |  |  |  |  |  |  |  |
|        |        |        |        |        |        |               |               |               |               |               |               |          |          |          |          |              |            |            |            | Alba        |             |             |             |             |             |           |           |           |           |         |         |         |         |  |  |  |  |  |  |  |  |  |  |
|        |        |        |        |        |        |               |               |               |               |               |               |          |          |          |          |              |            |            |            |             |             |             |             |             |             |           |           |           |           |         |         |         |         |  |  |  |  |  |  |  |  |  |  |
|        |        |        |        |        |        |               |               |               |               |               |               |          |          |          |          |              |            |            |            | Atis        |             |             |             |             |             |           |           |           |           |         |         |         |         |  |  |  |  |  |  |  |  |  |  |
|        |        |        |        |        |        |               |               |               |               |               |               |          |          |          |          |              |            |            |            |             |             |             |             |             |             |           |           |           |           |         |         |         |         |  |  |  |  |  |  |  |  |  |  |
|        |        |        |        |        |        |               |               |               |               |               |               |          |          |          |          |              |            |            |            | Capis       |             |             |             |             |             |           |           |           |           |         |         |         |         |  |  |  |  |  |  |  |  |  |  |
|        |        |        |        |        |        |               |               |               |               |               |               |          |          |          |          |              |            |            |            |             |             |             |             |             |             |           |           |           |           |         |         |         |         |  |  |  |  |  |  |  |  |  |  |
|        |        |        |        |        |        |               |               |               |               |               |               |          |          |          |          |              |            |            |            | Capetus     |             |             |             |             |             |           |           |           |           |         |         |         |         |  |  |  |  |  |  |  |  |  |  |
|        |        |        |        |        |        |               |               |               |               |               |               |          |          |          |          |              |            |            |            |             |             |             |             |             |             |           |           |           |           |         |         |         |         |  |  |  |  |  |  |  |  |  |  |
|        |        |        |        |        |        |               |               |               |               |               |               |          |          |          |          |              |            |            |            | Tiberí      |             |             |             |             |             |           |           |           |           |         |         |         |         |  |  |  |  |  |  |  |  |  |  |
|        |        |        |        |        |        |               |               |               |               |               |               |          |          |          |          |              |            |            |            |             |             |             |             |             |             |           |           |           |           |         |         |         |         |  |  |  |  |  |  |  |  |  |  |
|        |        |        |        |        |        |               |               |               |               |               |               |          |          |          |          |              |            |            |            | Agripa      |             |             |             |             |             |           |           |           |           |         |         |         |         |  |  |  |  |  |  |  |  |  |  |
|        |        |        |        |        |        |               |               |               |               |               |               |          |          |          |          |              |            |            |            |             |             |             |             |             |             |           |           |           |           |         |         |         |         |  |  |  |  |  |  |  |  |  |  |
|        |        |        |        |        |        |               |               |               |               |               |               |          |          |          |          |              |            |            |            | Ròmul       |             |             |             |             |             |           |           |           |           |         |         |         |         |  |  |  |  |  |  |  |  |  |  |
|        |        |        |        |        |        |               |               |               |               |               |               |          |          |          |          |              |            |            |            |             |             |             |             |             |             |           |           |           |           |         |         |         |         |  |  |  |  |  |  |  |  |  |  |
|        |        |        |        |        |        |               |               |               |               |               |               |          |          |          |          |              |            |            |            | Aventí      |             |             |             |             |             |           |           |           |           |         |         |         |         |  |  |  |  |  |  |  |  |  |  |
|        |        |        |        |        |        |               |               |               |               |               |               |          |          |          |          |              |            |            |            |             |             |             |             |             |             |           |           |           |           |         |         |         |         |  |  |  |  |  |  |  |  |  |  |
|        |        |        |        |        |        |               |               |               |               |               |               |          |          |          |          |              |            |            |            | Proca       |             |             |             |             |             |           |           |           |           |         |         |         |         |  |  |  |  |  |  |  |  |  |  |
|        |        |        |        |        |        |               |               |               |               |               |               |          |          |          |          |              |            |            |            |             |             |             |             |             |             |           |           |           |           |         |         |         |         |  |  |  |  |  |  |  |  |  |  |
|        |        |        |        |        |        |               |               |               |               |               |               |          |          |          |          |              |            |            |            |             |             |             |             |             |             |           |           |           |           |         |         |         |         |  |  |  |  |  |  |  |  |  |  |
|        |        |        |        |        |        |               |               |               |               |               |               |          |          |          |          |              |            |            |            |             |             |             |             |             |             |           |           |           |           |         |         |         |         |  |  |  |  |  |  |  |  |  |  |
|        |        |        |        |        |        |               |               |               |               |               |               |          |          |          |          | Numítor      | Numítor    | Numítor    | Numítor    | Numítor     | Numítor     |             |             |             |             | Amuli     | Amuli     | Amuli     | Amuli     | Amuli   | Amuli   |         |         |  |  |  |  |  |  |  |  |  |  |
|        |        |        |        |        |        |               |               |               |               |               |               |          |          |          |          | Numítor      | Numítor    | Numítor    | Numítor    | Numítor     | Numítor     |             |             |             |             | Amuli     | Amuli     | Amuli     | Amuli     | Amuli   | Amuli   |         |         |  |  |  |  |  |  |  |  |  |  |
|        |        |        |        |        |        |               |               |               |               |               |               |          |          |          |          | Rea Sílvia   | Rea Sílvia | Rea Sílvia | Rea Sílvia | Rea Sílvia  | Rea Sílvia  |             |             | Ares/Mart   | Ares/Mart   | Ares/Mart | Ares/Mart | Ares/Mart | Ares/Mart |         |         |         |         |  |  |  |  |  |  |  |  |  |  |
|        |        |        |        |        |        |               |               |               |               |               |               |          |          |          |          | Rea Sílvia   | Rea Sílvia | Rea Sílvia | Rea Sílvia | Rea Sílvia  | Rea Sílvia  |             |             | Ares/Mart   | Ares/Mart   | Ares/Mart | Ares/Mart | Ares/Mart | Ares/Mart |         |         |         |         |  |  |  |  |  |  |  |  |  |  |
|        |        |        |        |        |        |               |               |               |               |               |               |          |          |          |          |              |            |            |            |             |             |             |             |             |             |           |           |           |           |         |         |         |         |  |  |  |  |  |  |  |  |  |  |
|        |        |        |        |        |        |               |               |               |               |               |               |          |          |          |          |              |            |            |            |             |             |             |             |             |             |           |           |           |           |         |         |         |         |  |  |  |  |  |  |  |  |  |  |
|        |        |        |        |        |        |               |               |               |               |               |               | Hersília | Hersília | Hersília | Hersília | Hersília     | Hersília   |            |            | Ròmul       | Ròmul       | Ròmul       | Ròmul       | Ròmul       | Ròmul       |           |           | Rem       | Rem       | Rem     | Rem     | Rem     | Rem     |  |  |  |  |  |  |  |  |  |  |
|        |        |        |        |        |        |               |               |               |               |               |               | Hersília | Hersília | Hersília | Hersília | Hersília     | Hersília   |            |            | Ròmul       | Ròmul       | Ròmul       | Ròmul       | Ròmul       | Ròmul       |           |           | Rem       | Rem       | Rem     | Rem     | Rem     | Rem     |  |  |  |  |  |  |  |  |  |  |
|        |        |        |        |        |        |               |               |               |               |               |               |          |          |          |          |              |            |            |            |             |             |             |             |             |             |           |           |           |           |         |         |         |         |  |  |  |  |  |  |  |  |  |  |
|        |        |        |        |        |        |               |               |               |               |               |               |          |          |          |          | Reis de Roma |            |            |            |             |             |             |             |             |             |           |           |           |           |         |         |         |         |  |  |  |  |  |  |  |  |  |  |